# فنسنت سيرو
فنسنت سيرو (8 أكتوبر 1995 بسيون في سويسرا - ) هو لاعب كرة قدم سويسري في مركز الوسط. لعب مع نادي سيون.

## روابط خارجية
- فنسنت سيرو على موقع الاتحاد الأوربي (الإنجليزية)
- فنسنت سيرو على موقع إي إس بي إن إف سي (الإنجليزية)
- فنسنت سيرو على موقع قاعدة بيانات كرة القدم.إي يو (الإنجليزية)
- فنسنت سيرو على موقع ليكيب (الفرنسية)
- فنسنت سيرو على موقع ناشيونال فوتبول تيمز (الإنجليزية)
- فنسنت سيرو على موقع Soccerbase.com (لاعب) (الإنجليزية)
- فنسنت سيرو على موقع Soccerway.com (الإنجليزية)
- فنسنت سيرو على موقع عالم كرة القدم.نت (الإنجليزية)
- فنسنت سيرو على موقع كووورة
- فنسنت سيرو على موقع AS.com (الإسبانية)